# آلن آلدا
الن آلدا (به انگلیسی: Alan Alda) (زاده ۱۹۳۶) بازیگر و کارگردان نامدار آمریکایی است.

## فیلم‌شناسی
وی بیشتر به خاطر بازی در سریال‌های مش، کشمکش خوب و بال غربی مشهور است.
از فیلم‌های معروف او می‌توان به بازی در شهر دیوانه، معمای قتل منهتن، احیای قهرمان، ملفیستو والز و چیز مورد علاقه من اشاره کرد.

## جوایز
بفتا:
- کاندیدای بهترین بازیگر مکمل مرد برای فیلم  جنایت و جنحه در سال ۱۹۹۰
- کاندیدای بهترین بازیگر نقش مکمل مرد برای فیلم هوانورد در سال ۲۰۰۴